# Дадли (дворац)
Дадли (енгл. Dudley) је дворац који се налази у граду Дадли у Енглеској. У подручију код дворца налази се и зоолошки врт назван Дадли зоолошки врт.

## Историја
Према легенди, дворац је изграђен у 8. веку од стране англосаксонског владара Дуда. Међутим, ова легенда није потврђена од стране историчара, који тврде да је дворац изграђен после 1066. године.

## Владари
- Анскулф де Пикуигни (1014. - 1084)
- Вилијам Фитз-Ансцулф
- Фулке Паганел
- Ралф Паганел
- Гервасе Паганел (? - 1194)
- Ралф де Сомери I (? - 1210)
- Ралф де Сомери II (1193. - 1216)
- Вилијам Персивал де Сомери (? - 1222)
- Роџер де Сомери I (? - 1225)
- Николас де Сомери (? - 1229)
- Роџер де Сомери II (? - 1272)
- Роџер де Сомери III (1254. - 1291)
- Агнес де Сомери (? - 1309)
- Џон де Сомери (1280. - 1322)